# Moderne vijfkamp op de Olympische Zomerspelen 1984
De moderne vijfkamp is een van de sporten die beoefend werden tijdens de Olympische Zomerspelen 1984 in Los Angeles.

## Heren

### Individueel
| rang   | sporter         | land | Paardensport | Schermen | Zwemmen | Schieten | Atletiek | totaal |
| ------ | --------------- | ---- | ------------ | -------- | ------- | -------- | -------- | ------ |
| Goud   | Daniele Masala  | ITA  | 1100         | 956      | 1300    | 978      | 1135     | 5469   |
| Zilver | Svante Rasmuson | SWE  | 1070         | 1022     | 1304    | 912      | 1148     | 5456   |
| Brons  | Carlo Massullo  | ITA  | 1100         | 758      | 1220    | 1066     | 1262     | 5406   |
| 4      | Richard Phelps  | GBR  | 1100         | 912      | 1304    | 780      | 1295     | 5391   |
| 5      | Michael Storm   | USA  | 1040         | 868      | 1288    | 1088     | 1041     | 5325   |
| 6      | Paul Four       | FRA  | 1040         | 978      | 1204    | 1066     | 999      | 5287   |
| 7      | Ivar Sisniega   | MEX  | 1070         | 912      | 1320    | 780      | 1200     | 5282   |
| 8      | Jorge Quesada   | ESP  | 1060         | 890      | 1172    | 1000     | 1159     | 5281   |

### Team
| rang   | sporters                                           | land | Paardensport   | Schermen    | Zwemmen        | Schieten      | Atletiek       | totaal         | team  |
| ------ | -------------------------------------------------- | ---- | -------------- | ----------- | -------------- | ------------- | -------------- | -------------- | ----- |
| Goud   | Daniele Masala Carlo Massullo Pierpaolo Cristofori | ITA  | 1100 1040      | 956 758 846 | 1300 1220 1196 | 978 1066 868  | 1135 1262 1235 | 5469 5406 5185 | 16060 |
| Zilver | Michael Storm Robert Gregory Losey Dean Glenesk    | USA  | 1040 1062 1086 | 868 912 824 | 1288 1160 1252 | 1088 956 758  | 1041 1068 1165 | 5325 5158 5085 | 15568 |
| Brons  | Paul Four Didier Boube Joël Bouzou                 | FRA  | 1040 1070 884  | 978 890 758 | 1204 1144 1136 | 1066 912 1066 | 999 1170 1248  | 5287 5186 5092 | 15565 |
| 4      | Andy Jung Peter Steinmann Peter Minder             | SUI  | 1070 1040 980  | 846 824 846 | 1244 1168 1152 | 978 934 1044  | 1025 1138 1054 | 5163 5104 5076 | 15343 |
| 5      | Ivar Sisniega Alejandro Yrizar Marcelo Hoyo        | MEX  | 1070 968 1018  | 912 824 714 | 1320 1228 1156 | 780 1000 868  | 1200 1029 1196 | 5282 5049 4952 | 15283 |
| 6      | Achim Bellmann Michael Rehbein Christian Sandow    | FRG  | 954 1034 1070  | 1066 714    | 1164 1248 1324 | 736 912 648   | 1194 1113 1137 | 5114 5021 4893 | 15028 |
| 7      | Richard Phelps Michael Mumford Stephen Sowerby     | GBR  | 1100 950 555   | 912 802 648 | 1304 1236 1224 | 780 912 934   | 1295 1040 1202 | 5391 4940 4563 | 14894 |
| 8      | Jorge Quesada Eduardo Burguete Federico Galera     | ESP  | 1060 1006 1040 | 890 736 582 | 1172 1308 1088 | 1000 670 846  | 1159 1175 1159 | 5281 4895 4715 | 14891 |

## Medaillespiegel
| rang   | land             | goud | zilver | brons | totaal |
| ------ | ---------------- | ---- | ------ | ----- | ------ |
| 1      | Italië           | 2    | 0      | 1     | 3      |
| 2      | Verenigde Staten | 0    | 1      | 0     | 1      |
| 2      | Zweden           | 0    | 1      | 0     | 1      |
| 4      | Frankrijk        | 0    | 0      | 1     | 1      |
| totaal | totaal           | 2    | 2      | 2     | 6      |